# 何塞·多诺索
何塞·多诺索（西班牙語：José Donoso，1924年10月5日—1996年12月7日），智利作家。其代表作为《污秽的夜鸟》。